# Амазилія
Амази́лія (Amazilia) — рід серпокрильцеподібних птахів родини колібрієвих (Trochilidae). Представники цього роду мешкають в США, Мексиці, Центральній і Південній Америці.

## Види
Виділяють п'ять видів:
- Амазилія руда (Amazilia rutila)

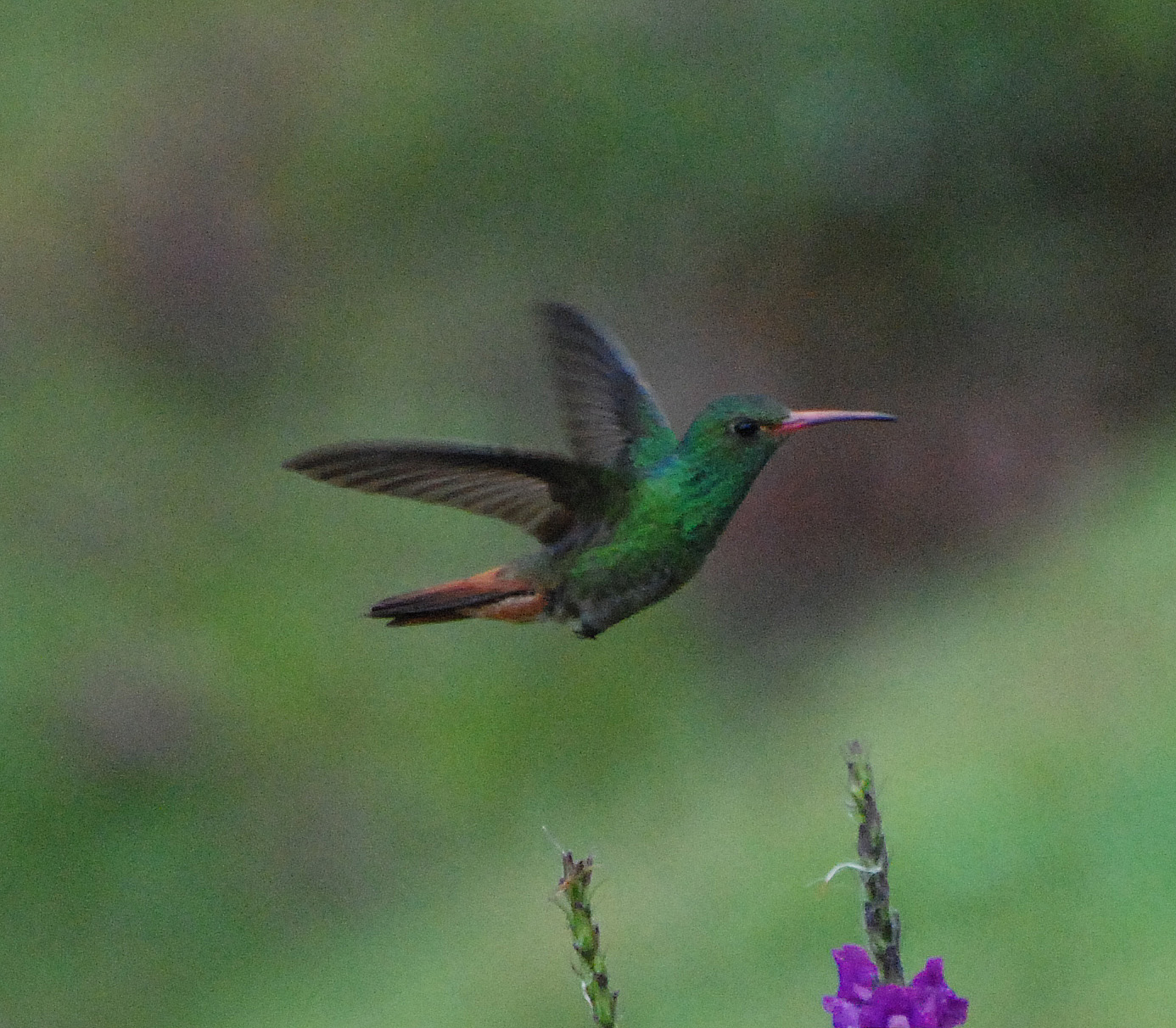
Amazilia tzacatl, Коста-Ріка

- Амазилія юкатанська (Amazilia yucatanensis)
- Цакатл (Amazilia tzacatl)
- Аріан гондураський (Amazilia luciae)
- Аріан мангровий (Amazilia boucardi)